# مهران زارع
مهران زارع (متولد ۱۸ مهر ۱۳۶۸ در یزد) بازیکن سابق و مربی والیبال اهل ایران است. زارع سابقه عضویت در تیم ملی ایران را در مسابقات قهرمانی جهان ۲۰۰۲ در کارنامه خود دارد. زارع تا به حال در تیم‌های اتکا، صنام، شهرداری ارومیه، کاله مازندران، پیشگامان کویر یزد و جواهری گنبد توپ زده است.
وی از سال ۱۳۹۶ بعنوان مربی در تیم شمس تهران آغاز بکار کرد و در سال ۱۳۹۷ مربی تیم دورنای ارومیه است.